# The Skulls
The  Skulls es un thriller psicológico estadounidense del año 2000 protagonizado por Joshua Jackson, Paul Walker y Leslie Bibb, y dirigido por Rob Cohen. Su argumento está basado a algunas de las teorías de conspiración que rodean a la fraternidad Skull & Bones de Yale.
La película fue muy criticada, pero lo suficientemente exitosa para generar dos secuelas directas a vídeo, The Skulls II, dirigida por Joe Chappelle y protagonizada por Robin Dunne, Ashley Lyn Cafagna y The Skulls 3, con Clare Kramer como la primera mujer miembro de la sociedad.

## Argumento
Luke McNamara (Joshua Jackson) es un estudiante con aspiraciones de convertirse en un abogado. Sus mejores amigos en la universidad son su interés amoroso Chloe (Leslie Bibb), y Will (Hill Harper). Las amistades de Luke se rompen cuando se une a una sociedad secreta llamada ''The Skulls''.
Luke se hace amigo de Caleb Mandrake (Paul Walker), otro chico que ha entrado en la sociedad secreta. El padre de Caleb, Litten Mandrake (Craig T. Nelson), es el actual Presidente de la sociedad y un Juez del Tribunal Federal que está presionando para un puesto en el Tribunal Supremo, y su compañero senador Ames Leveritt (William Petersen), toma un interés en Luke. Will, que ha estado llevando a cabo investigaciones sobre la sociedad secreta por algún tiempo, descubre su habitación ritual secreta.  Will se ve atrapado en la sala por Caleb y en el forcejeo se cae y queda inconsciente. Caleb es ordenado a dejar la habitación por su padre, quien ordena al rector de la Universidad, Martin Lombard (Christopher McDonald), romperle el cuello a Will. Los miembros llevan el cadáver al cuarto de Will, en donde simulan un suicidio en el que se ha ahorcado.
Luke está muy preocupado por la muerte de su mejor amigo, sobre todo porque la familia de Will es la única familia que había tenido (debido a la muerte de sus padres cuando era pequeño), y piensa que Will ha sido asesinado. Al principio piensa que Caleb es el culpable, y Caleb piensa que él mismo es culpable desde que asumió que estaba muerto cuando él salió de la habitación. Con la ayuda de algunos de sus amigos de la infancia que han hecho de la delincuencia una forma de arte, Luke obtiene las cintas de la seguridad de los Skulls que demuestran que Lombard cometió el asesinato y, en el intento de convencer a Caleb de la verdad (que fue su padre quien fue el responsable de la muerte), Luke se da cuenta de que Caleb teme a su padre. Antes de que Luke pueda mostrar la prueba a la policía, el consejo de Skulls, que saben que Luke ha robado las cintas, votan que no es leal. Cuando va a la policía, la cinta es conmutada por el Detective Sparrow (Steve Harris) y Luke es encerrado en un hospital de salud mental bajo el control de los Skulls. 
Con la ayuda de Levritt y Chloe, Lucas se las arregla para escapar del hospital y él y Chloe sobreviven a un atentado contra su vida por Lombard, quien es asesinado a tiros por el Detective Sparrow (que resulta que está trabajando para Levritt). Lucas decide que su única opción es luchar contra los Skulls con sus propias normas, y "llevar la guerra a ellos". Reta a Caleb a un duelo en la isla privada de los Skulls, invocando el artículo 119. Después de que Luke y Caleb dan diez pasos y se dan vuelta, Luke deja caer su arma y trata de convencer a Caleb de la verdad y de que él no es responsable de los asesinatos. A pesar de ser presionado por Litten para matar a Luke, Caleb no se atreve a apretar el gatillo. En este punto, Litten pierde el control, agarra una pistola y trata de disparar a Luke, pero antes de hacerlo, Caleb dispara a su propio padre. La herida no es mortal, pero Caleb, mortificado en lo que ha hecho, trata de matarse a sí mismo, pero es detenido por Luke. 
La película termina con Luke percatándose de que el Senador Levritt esperó a ayudarle hasta que no tuvo ninguna otra opción y para eliminar a su rival (el padre de Caleb). Luke se disgusta con la orden y se niega a participar, a pesar de las amenazas de Levritt y de su oferta de ser admitido en los Skulls. Mientras Luke se aleja Levritt se dice a sí mismo: "Bien hecho hijo, bien hecho". Se ha especulado, de esto junto con otros incidentes en la película que Levritt puede ser el padre de Luke. La toma final de la película muestra a Luke reuniéndose con Chloe.

## Reparto
- Joshua Jackson es Lucas "Luke" McNamara – el nuevo miembro.
- Paul Walker es Caleb Mandrake – Uno de los nuevos miembros junto con Luke.
- Hill Harper es Will Beckford – el compañero de clase y de cuarto de Luke.
- Leslie Bibb es Chloe Whitfield – la compañera de clase de Luke y su interés amoroso.
- Christopher McDonald es Martin Lombard – El rector en la Universidad de Yale.
- Steve Harris es el Detective Sparrow – Un detective de policía que está a cargo de la investigación de la muerte de Will.
- William Petersen es el Senador Ames Levritt – el padre de Luke (insinuado), miembro de la clase de año 1972.
- Craig T. Nelson es el Juez Litten Mandrake – el padre de Caleb, miembro de la clase de 1972.
- David Asman es Jason Pitcairn
- Scott Gibson es Travis Wheeler
- Nigel Bennett es el Dr. Rupert Whitney – El miembro de la clase de 1973. Ahora es jefe de protocolo.
- Noah Danby es Hugh Mauberson

## Localización
La película se rodó en la Universidad de Toronto, pero es fuertemente sugerido que la trama toma lugar en la universidad de Yale, con grandes "Y"s en los uniformes y las paredes de las más prominentes de la pista. También, los deportes de equipos son nombrados los Bulldogs y durante una escena en un bar, los remeros se ven a cantar "Mory s Song", una canción de celebración tradicional de Yale. 
Muchos de los edificios más notables de la Universidad de Toronto aparecen en la película. Varias escenas fueron rodadas en la Isla Oscura en la vía marítima del San Lorenzo.
.

## Recepción
The Skulls tuvo en general críticas negativas de los críticos, con un 9% en Rotten Tomatoes basado en 85 críticas con el consenso diciendo: "The Skulls está llena de disparates y vacía de un buen guión y una buena trama".

## Recaudación
La película se colocó en el puesto #3 en la taquilla de Norteamérica, recaudando 11,034,885 dólares en su primer fin de semana, detrás de The Road to El Dorado y Erin Brockovich.